# Vincent Askew
Pour les articles homonymes, voir Askew.
 (mai 2023).
Vincent Jerome Askew (né le 28 février 1966 à Memphis, Tennessee) est un ancien joueur professionnel américain de basket-ball ayant notamment évolué  en NBA aux postes d'arrière ou d'Ailier.
Après avoir passé sa carrière universitaire dans l'équipe des Tigers de Memphis, il a été drafté en 39e position par les 76ers de Philadelphie lors de la Draft 1987 de la NBA.